# Љиљана Шево
Љиљана Шево (Бања Лука, 1962) српски је историчар умјетности и универзитетски професор.
Завршила је гимназију у Бања Луци. Године 1980. уписује Филозофски факултет у Београду, групу историје уметности, гдје је дипломирала 1985. године. Докторирала је 2001. године са темом „Српско зидно сликарство 18. вијека у византијским традицијама”. Ради на Академији умјетности у Бања Луци. Писац је више научних радова.

## Дела

### Радови у часописима
- О градитељима православних цркава у Босни и Херцеговини у вријеме аустро-угарске управе/About the Architects of Orthodox Churches in Bosnia and Herzegovina during the Austro-Hungarian Administration
- Православна црква у Травнику и њен иконостас
- Богосалићи – дубровачки клесари 15. вијека поријеклом из Босне
- Православни манастири Сјеверне Босне - обнове у 19. вијеку
- Зидно сликарство у параклису Светих апостола у Хиландару
- Камени надгробници средњовјековне Босне и Хума – стећци
- Мајстори из околине Мосхопоља у српском живопису XVIII вијека
- Неке посебности у програму и иконографији живописа у Враћевшници
- Осврт на историјске услове у којима је настајала српска умјетност у 18. вијеку у областима под османском управом
- Једна неубичајена тема у српском сликарству – Богородица између Јоакима и Ане у цркви Успења Богородице у Српском Ковину
- Мотив кола на рељефима стећака – иконографска и стилска разматрања
- Јајце у народној традицији, путописима и умјетности/Jajce in Folk Tradition, Travelogues and the Arts
- Јајце, свједочанство о сукцесији људских прегнућа/Jajce – A Testimony to Successive Human Endeavours
- Стари вишеградски мост у народној традицији, путописима и умјетности/The Old Visegrad Bridge in Folk Tradition Travelogues and Art
- О темама и иконографији зидних слика у цркви Свете Петке у Мркови
- Умјетнички значај старе српске графике
- Гомионичко зидно сликарство из XIX вијека
- Мотив јелена на рељефима стећака

### Радови са скупова
- Православна црква у Травнику и њен иконостас
- Шта су нама Дечани данас? Улога традиције у савременом српском црквеном градитељству
- Насљеђе као фактор унапређења квалитета живота
- Мајстори из околине Мосхопоља у српском живопису XVIII вијека
- О темама и иконографији зидних слика у српској цркви у Стоном Београду
- Legal and Policy Framework
- Једна неуобичајена тема у српском сликарству – Богородица између Јоакима и Ане у цркви Успења Богородице у Српском Ковину
- Заштита насљеђа у Републици Српској у оквирима Дејтонског мировног споразума
- Мотив кола на рељефима стећака – иконографска и стилска разматрања
- Црквено градитељство у земљама Павловића
- Задужбине краља Драгутина западно од Дрине – историја и легенда

### Остали радови
- Приказ књиге: Зоран Ракић, Српска минијатура XVI и XVII века
- Приказ књиге: Синиша Видаковић, Нови визуелни дијалог
- приказ књиге: Зоран Ракић, Цркве Светог Димитрија и Светог Саве Српског у Хиландару
- Библиографија 2000-2005

### Књиге
Црква Рођења светог Јована Претече у Стоном Београду/The Church of the St. John the Forerunner`s Birth in Syekesfehervar
- Јајце у народној предаји
- Српско зидно сликарство 18. вијека у византијској традицији
- Културна баштина Републике Српске
- Манастир Гомионица
- Православне цркве и манастири у Босни и Херцеговини до 1878. године
- Манастир Ломница
- Урбанистички развој Бање Луке
- Манастири и цркве брвнаре Бањолучке епархије